# 巣鴨
巣鴨（すがも）は、東京都豊島区の町名。現行の行政地名は巣鴨一丁目から巣鴨五丁目。全域で住居表示が実施されている。
巣鴨駅には、東日本旅客鉄道（JR東日本）の山手線、東京都交通局（都営地下鉄）の三田線が走っている。また、近くに、東京都交通局都電荒川線の巣鴨新田停留場、庚申塚停留場、新庚申塚停留場がある。

## 概要
- とげぬき地蔵で有名な高岩寺がある。
- 高岩寺がある巣鴨地蔵通り商店街周辺は「おばあちゃんの原宿」として、多くの高齢者で賑わっている。東京のマスコミによる高齢者への街頭インタビューはここで多く行われる。
- 地蔵通り商店街の道筋は、旧中山道。
- 地蔵通り商店街入り口にある真性寺には、江戸六地蔵の第四番、2.68mの銅造地蔵菩薩坐像がある。
- 巣鴨駅前商店街にあるマクドナルド巣鴨店の店内にはシルバーシートがある。また、高齢者が多いことから、メニューの表記が高齢者向けにされていたことがあった。（例：ポテト→おいも、チキン→とりにく、ドリンクのS・M・L→飲み物の小・中・大、スマイル→笑顔）。
- 染井霊園は桜の名所として有名。染井霊園のある旧染井村は「ソメイヨシノ」の発祥の地。霊園には松平定明、高村光雲、高村光太郎、高村智恵子、二葉亭四迷の墓がある。
- 本妙寺には江戸町奉行の遠山景元、囲碁家元の本因坊家、剣術の千葉周作、大名の久世氏の墓がある。
- 慈眼寺には芥川龍之介、谷崎潤一郎の墓がある。
- 妙行寺には四谷怪談で知られる於岩（お岩さん）の墓がある。
- 第二次世界大戦後久しく、巣鴨駅周辺には無線機器や無線パーツの専門店が数多くあり、無線関係者が集まる街だった。現在の巣鴨では往時の姿は見るべくもないが、その名残として秋葉原電気街にある無線機や電子パーツの専門店などには巣鴨発祥のものが現在でも存在し、秋葉原の電子パーツのショップとして知られる企業の中には、現在でも巣鴨周辺に本社を置いているものが存在する。また、2013年まで日本アマチュア無線連盟（JARL）は巣鴨に本部を置き、CQ出版の本社も同じビル内にあった。日本アマチュア無線振興協会(JARD)本部は今なお巣鴨にある。
- 都内有数のピンクサロン街である。このため東京都は巣鴨一丁目から三丁目を都迷惑防止条例に基づき、客引きやスカウトのみならず、それらを行うために待機する行為なども禁止する区域に指定している[5]ほか、暴力団排除特別強化地域に指定[6]。地域内では暴力団と風俗店や飲食店等との間で、みかじめ料のやりとりや便宜供与などが禁止され、違反者は支払った側であっても懲役1年以下または罰金50万円以下の罰則が科される[7]。
- 2016年に大正大学に地域創生学部が創設されてからは、大学全体の方針として巣鴨界隈の商店街に目が向けられるようになった。また、コロナ禍に入ってからしばらくすると、日本の昔ながらのレトロさ漂い情緒に溢れる商店街の存在が若者の目に留まり、物珍しい店の存在やチェーン店によって規格化されていないことによる魅力もあって次第に若者の街と化した。立正大学文学部教授の浅岡隆裕は「昭和当時をリアルで体験している世代が良い思い出として後世に伝える傾向があるため、若者(2024年時点)たちは昭和レトロをポジティブに捉える傾向にある」という内容の分析をしている[8][9]。

## 歴史
- 江戸期には武蔵国豊島郡に現在の豊島区の東半分を占める地域に巣鴨村が存在した。
- 18世紀半ばには江戸市中の拡大と共に、巣鴨村の中山道に面する一角に巣鴨町上組・中組・下組が起立。江戸町奉行所の支配下に置かれることとなった。その後も巣鴨仲町、巣鴨原町、巣鴨辻町、巣鴨御駕籠町が起立した。
- 1872年（明治5年）、巣鴨辻町を小石川大塚辻町に改称。
- 1878年（明治11年）7月22日、郡区町村編制法により巣鴨一 - 四丁目（旧巣鴨町）、巣鴨仲町、巣鴨原町、巣鴨駕籠町、小石川大塚辻町が小石川区（現在の文京区の一部）に編入される。
- 1889年（明治22年）4月1日、市制・町村制が施行され、東京府北豊島郡に巣鴨町と巣鴨村が発足。元来の巣鴨村はほぼ東西に二分され、東部三字（字下新田・平松・宮下）が小石川区巣鴨一 - 四丁目・上駒込村・駒込妙義坂町・駒込染井町、小石川区小石川大塚辻町の飛地とともに巣鴨町に、西部四字（字向原･宮仲･新田･庚申塚）が池袋村・新田堀之内村と雑司ヶ谷村の一部及び堀之内村・中丸村・長崎村のそれぞれ飛地とともに（新）巣鴨村にそれぞれ編入された。また、元来の巣鴨村の飛地は字下新田の飛地が小石川区（現在の文京区千石四丁目23～25番、巣鴨大鳥神社一帯）に、字代地が高田村（現在の豊島区目白二丁目27～33番、目白三丁目12・15～22番の全域、および西池袋二丁目1～4番の各一部）にそれぞれ編入された。
- 1897年（明治30年）11月19日、江戸幕府最後の将軍徳川慶喜が静岡の謹慎生活から28年ぶりに帰京して移り住む。巣鴨邸は、中山道（現白山通り）に面して門があり、庭の奥は（生家の）水戸藩に因んだ梅林になっており、町の人々からは「ケイキさんの梅屋敷」と呼ばれ親しまれた。
- 1918年（大正7年）7月20日、巣鴨村が町制を施行し西巣鴨町と改称。
- 1926年（大正15年）3月19日、向原から出火。東北の烈風で火の手が広がり597戸が焼失。消防隊のポンプ車による消火活動のほか、赤羽工兵大隊から1個小隊が出動して破壊消防も行われた。放火の疑い[10]。
- 1932年（昭和7年）10月1日、巣鴨町・西巣鴨町共に東京市に編入され、高田町・長崎町と共に豊島区の一部となる。したがって、今日「巣鴨」といえば巣鴨駅・高岩寺周辺の一帯のみを指すが、元来は駒込駅 - 池袋駅一帯を指す広域地名である。

※「巣鴨プリズン」は現在の池袋地区（現在のサンシャインシティの敷地）に立地していたが、「巣鴨」を冠することや立地当時の旧区域住所名などの要因から、しばしば巣鴨の施設として紹介される。

## 世帯数と人口
2023年（令和5年）1月1日現在（東京都発表）の世帯数と人口は以下の通りである。
| 丁目       | 世帯数     | 人口     |
| ---------- | ---------- | -------- |
| 巣鴨一丁目 | 2,544世帯  | 3,860人  |
| 巣鴨二丁目 | 595世帯    | 776人    |
| 巣鴨三丁目 | 3,125世帯  | 4,975人  |
| 巣鴨四丁目 | 3,700世帯  | 6,220人  |
| 巣鴨五丁目 | 1,836世帯  | 3,193人  |
| 計         | 11,800世帯 | 19,024人 |

### 人口の変遷
国勢調査による人口の推移。
| 年                 | 人口   |
| ------------------ | ------ |
| 1995年（平成7年）  | 15,687 |
| 2000年（平成12年） | 15,857 |
| 2005年（平成17年） | 15,979 |
| 2010年（平成22年） | 18,792 |
| 2015年（平成27年） | 19,158 |
| 2020年（令和2年）  | 19,794 |

### 世帯数の変遷
国勢調査による世帯数の推移。
| 年                 | 世帯数 |
| ------------------ | ------ |
| 1995年（平成7年）  | 7,677  |
| 2000年（平成12年） | 8,251  |
| 2005年（平成17年） | 8,860  |
| 2010年（平成22年） | 10,661 |
| 2015年（平成27年） | 11,273 |
| 2020年（令和2年）  | 11,760 |

## 学区
区立小・中学校に通う場合、学区は以下の通りとなる（2017年12月現在）。なお、豊島区の小・中学校では学校選択制度を導入しており、以下の指定校に隣接している通学区域の学校も選択することが可能。
| 丁目       | 番地 | 小学校             | 中学校               |
| ---------- | --- | ------------------ | -------------------- |
| 巣鴨一丁目 | 34～49番                                                                                                   | 豊島区立巣鴨小学校 | 豊島区立西巣鴨中学校 |
| 巣鴨一丁目 | 1〜33番 50〜51番                                                                                           | 豊島区立仰高小学校 | 豊島区立駒込中学校   |
| 巣鴨二丁目 | 全域 | 豊島区立仰高小学校 | 豊島区立駒込中学校   |
| 巣鴨三丁目 | 1〜4番 19〜39番                                                                                            | 豊島区立仰高小学校 | 豊島区立駒込中学校   |
| 巣鴨三丁目 | 5〜18番 | 豊島区立清和小学校 | 豊島区立巣鴨北中学校 |
| 巣鴨四丁目 | 1〜26番 28番1〜8・17〜21号 29番1〜7号、20号（一部） 29番21〜22号 32番1〜4号、5号（一部） 32番17〜20号 33番 | 豊島区立清和小学校 | 豊島区立巣鴨北中学校 |
| 巣鴨四丁目 | 27番 28番8〜19号、20号（一部） 30〜31番 32番5号（一部）、6〜16号 34〜44番                                  | 豊島区立朝日小学校 | 豊島区立巣鴨北中学校 |
| 巣鴨五丁目 | 全域 | 豊島区立朝日小学校 | 豊島区立巣鴨北中学校 |

## 産業

### 事業所
2021年（令和3年）現在の経済センサス調査による事業所数と従業員数は以下の通りである。
| 丁目       | 事業所数    | 従業員数 |
| ---------- | ----------- | -------- |
| 巣鴨一丁目 | 528事業所   | 5,641人  |
| 巣鴨二丁目 | 188事業所   | 2,790人  |
| 巣鴨三丁目 | 341事業所   | 2,572人  |
| 巣鴨四丁目 | 212事業所   | 1,064人  |
| 巣鴨五丁目 | 114事業所   | 847人    |
| 計         | 1,383事業所 | 12,914人 |

#### 事業者数の変遷
経済センサスによる事業所数の推移。
| 年                 | 事業者数 |
| ------------------ | -------- |
| 2016年（平成28年） | 1,414    |
| 2021年（令和3年）  | 1,383    |

#### 従業員数の変遷
経済センサスによる従業員数の推移。
| 年                 | 従業員数 |
| ------------------ | -------- |
| 2016年（平成28年） | 11,834   |
| 2021年（令和3年）  | 12,914   |

### 企業
- 巣鴨信用金庫
- 東京都中央卸売市場豊島市場
- 戦前は無声映画で知られた大都映画（のち大映に合併）の撮影所がある「映画の街」であった。撮影所は河合映画製作社などが使用していた時代を含めて1919～1942年にかけて使われ、旧朝日中学校跡のレンガ塀には「大都映画巣鴨撮影所」のプレートがある[20]。

## 出身有名人
- 愛川欽也
- 鮎川哲也
- 大網亜矢乃
- 大原麗子
- 金子デメリン
- 関根潤三
- 高木ブー
- 高橋洋一
- 難波弘之
- 宮城けんじ（漫才・Wけんじ）
- モト冬樹
- RADICAL FREAKS
  - MCU
  - DJ TATSUTA
  - TAICHI MASTER
- つっつー

## その他
- 「巣鴨駒込駒込巣鴨」（早口言葉）
- バカ姉弟 - 安達哲の漫画。巣鴨を舞台として幼い姉弟の成長を描く。2009年10月から『ご姉弟物語』のタイトルでテレビアニメが放送されている。
- 巣鴨地蔵通り商店街公式マスコットキャラクターに「すがもん」がいる。2009年に実体化。

### 日本郵便
- 郵便番号 : 170-0002[3]（集配局 : 豊島郵便局[21]）。